# Copper Cup 100 1960
Copper Cup 100 1960 var ett stockcarlopp ingående i Nascar Grand National Series (nuvarande Nascar Cup Series) som kördes 3 april 1960 på den 1 mile (1,609 km) långa ovalbanan Arizona State Fairgrounds i Phoenix i Arizona. Totalt avverkades 100 miles (160,934 km) fördelat på 100 varv. Banunderlaget var dirt. Loppet vanns av John Rostek i en Ford ägd av Rostek själv på tiden 1:23.27. Rosteks snitthastighet var 71,899 mph. Prispotten uppgick till 3 735 dollar, varav 800 dollar gick till segraren.

## Resultat
| Plc     | Nr | Förare         | Team/ bilägare  | Konstruktör | Start | Varv | Ledda varv |
| ------- | -- | -------------- | --------------- | ----------- | ----- | ---- | ---------- |
| 1       | 19 | John Rostek    | John Rostek     | Ford        | i.u.  | 100  | 58         |
| 2       | 35 | Mel Larson     | Larson Racing   | Pontiac     | 1     | 100  | 6          |
| 3       | 4  | Scotty Cain    | Scotty Cain     | Ford        | i.u.  | 97   | 0          |
| 4       | 48 | Fritz Wilson   | Fritz Wilson    | Ford        | i.u.  | 95   | 0          |
| 5       | 44 | Lloyd Dane     | Lloyd Dane      | Ford        | i.u.  | 95   | 0          |
| 6       | 97 | Parnelli Jones | Vel Miletich    | Ford        | i.u.  | 93   | 25         |
| 7       | 91 | Bruce Worrell  | Art Krebs       | Plymouth    | i.u.  | 91   | 0          |
| 8       | 5  | Jim Blomgren   | Bob Smith       | Ford        | i.u.  | 88   | 0          |
| 9       | 26 | Clyde Mitchell | Jim McNeil      | Ford        | i.u.  | 88   | 0          |
| 10      | 6  | Eddie Gray     | Harry Sims      | Ford        | i.u.  | 87   | 0          |
| 11      | 16 | Danny Weinberg | Carl Dane       | Ford        | i.u.  | 84   | 0          |
| 12      | 2  | Ron Hornaday   | Frank Galpin    | Ford        | i.u.  | 75   | 0          |
| 13      | 7  | Don Noel       | McClure Motors  | Ford        | i.u.  | 66   | 0          |
| 14      | 3  | Dick Getty     | Bill Clifton    | Mercury     | i.u.  | 57   | 0          |
| 15      | 9  | Bob Price      | Fred Lauria     | Chevrolet   | i.u.  | 46   | 0          |
| 16      | 55 | Lyle Stelter   | Lyle Stelter    | Mercury     | i.u.  | 44   | 0          |
| 17      | 23 | Bob Perry      | Bob Perry       | Plymouth    | i.u.  | 33   | 0          |
| 18      | 98 | Marvin Porter  | Vel Miletich    | Ford        | 2     | 11   | 11         |
| 19      | 38 | Bob Ross       | Charlie Chapman | Ford        | i.u.  | 1    | 0          |
| Källor: |    |                |                 |             |       |      |            |